# Петро Кирдій-Мильський
Петро́ Кирді́й-Ми́льський (? — після 1567) — руський боярин (шляхтич), з волинсько-холмської гілки роду Кирдійовичів, гербу Кирдій. Зем'янин у Луцькому повіті Волинської землі Великого князівства Литовського. Державний діяч. Родове гніздо — Мильськ. 

## Біографія та діяльність
Петро Кирдій-Мильський (син Кирдія Васьковича, Ваньковича?) походить від гілки Васька Кирдійовича, одного з синів боярина Кирдія. Відомо, що мав брата Михайла Кирдійовича та сестру Анастасію Кирдіївну. Споріднена гілка, що утворилася від брата Михайла — Кирдії-Мнишинські. Щоправда з представників чоловічого роду відомим є лише один її представник — Іван Кирдій-Мнишинський. У 1530 році Петро Кирдій-Мильський королівський дворянин, під час правління короля і великого князя Зиґмунда І Старого. Староста пинський, городецький і клецький у 1544 році. У 1552 році мав свій двір у Луцьку з-поміж інших 48-ми шляхетських дворів і пляців поблизу церкви св. Дмитрія. У 1561 році маршалок господарський. Мав свого киселинського урядника Матиса, який стояв на чолі двору. Під керівництвом такого урядника зазвичай перебували слуги та челядь у часи відсутності господаря.
18 квітня 1561 року Петро Кирдій-Мильський серед комісарів під час розмежування олицьких володінь Миколая князя Радивила "Чорного" та клеванських володінь Івана Федоровича князя Чорторийського. 
Ім'я та походження дружин(и) Петра Кирдія Мильського серед наявних джерел не згадується. Відомо, що всього мав двох синів та одну доньку. Серед синів відоме ім'я лише одного з них — Олізар. Він у шлюбі з княгинею Ганною Юр'ївною Гольшанською Дубровицькою (зг. 1574) — донькою князя Юрія Семеновича Гольшанського.  У 1593 році обіймав уряд маршалка землі пинської. Донька Маруша Кирдіївна у шлюбі з Янушем Крупським, наступним за Романом Івановичем Гостським.